# Рейнсбург (Нідерланди)
Рейнсбург (нід. Rijnsburg, Нідерландською: [ˈrɛinzbʏr(ə)x] ( прослухати)) — місто в нідерландській провінції Південна Голландія. Входить до муніципалітету Катвейк.
Його площа становить 6,06 км², а населення станом на 2021 рік складало 16 880 осіб.
До 2006 року мало статус окремого муніципалітету. Відоме як місце проживання видатного філософа Спінози у 1661—1663 роках.

## Галерея

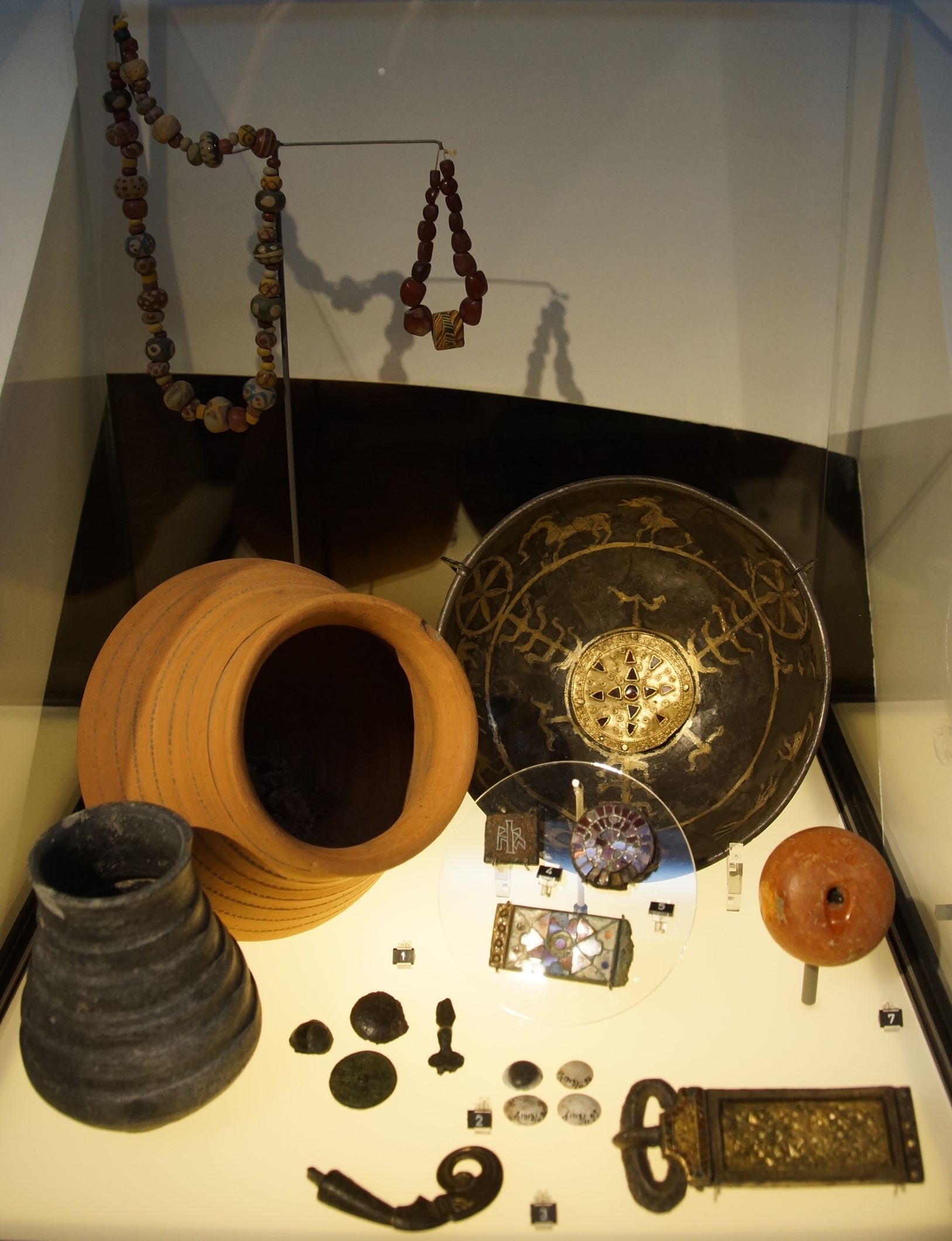
Археологічні знахідки біля міста
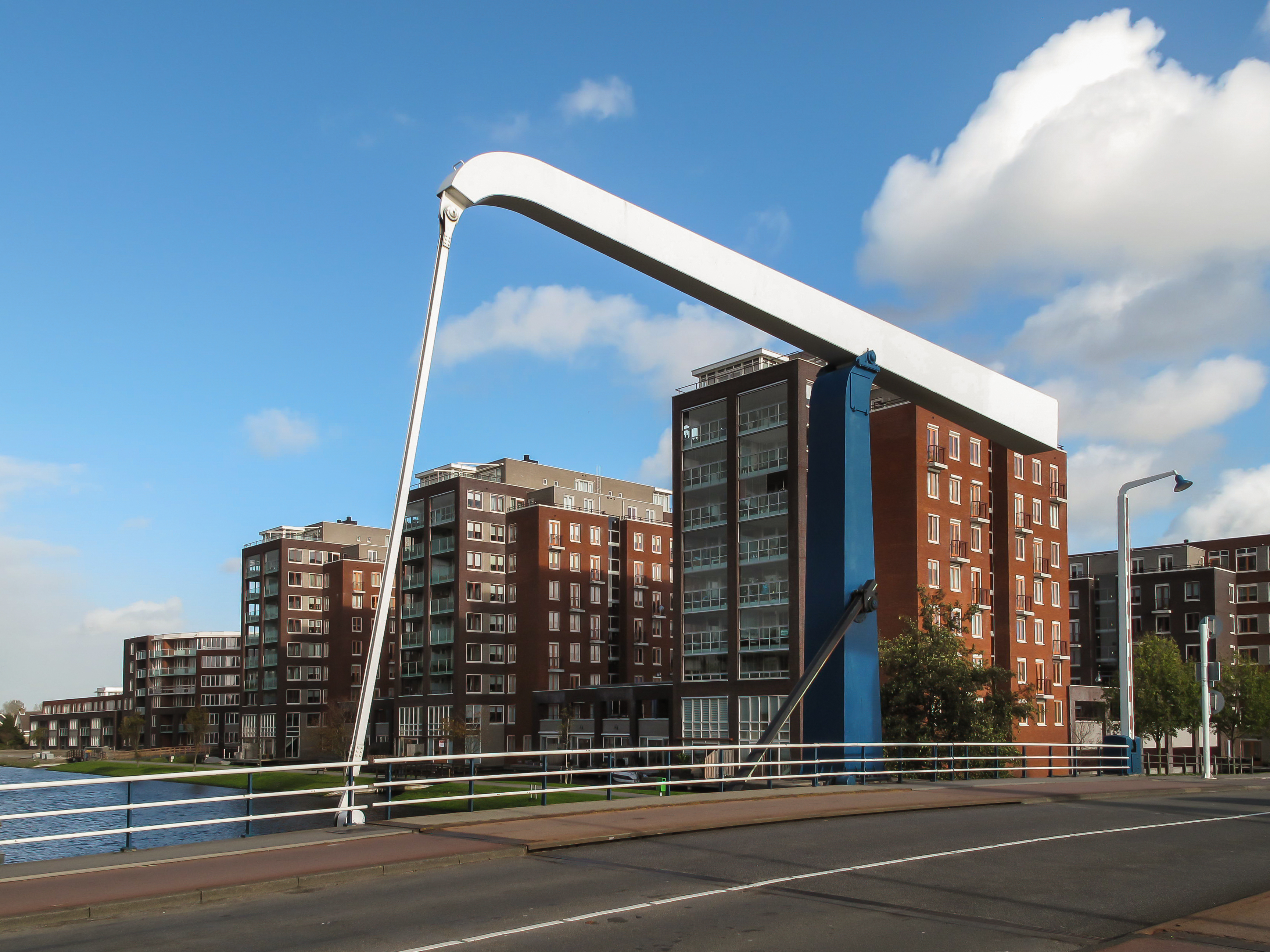
Нова житлова забудова
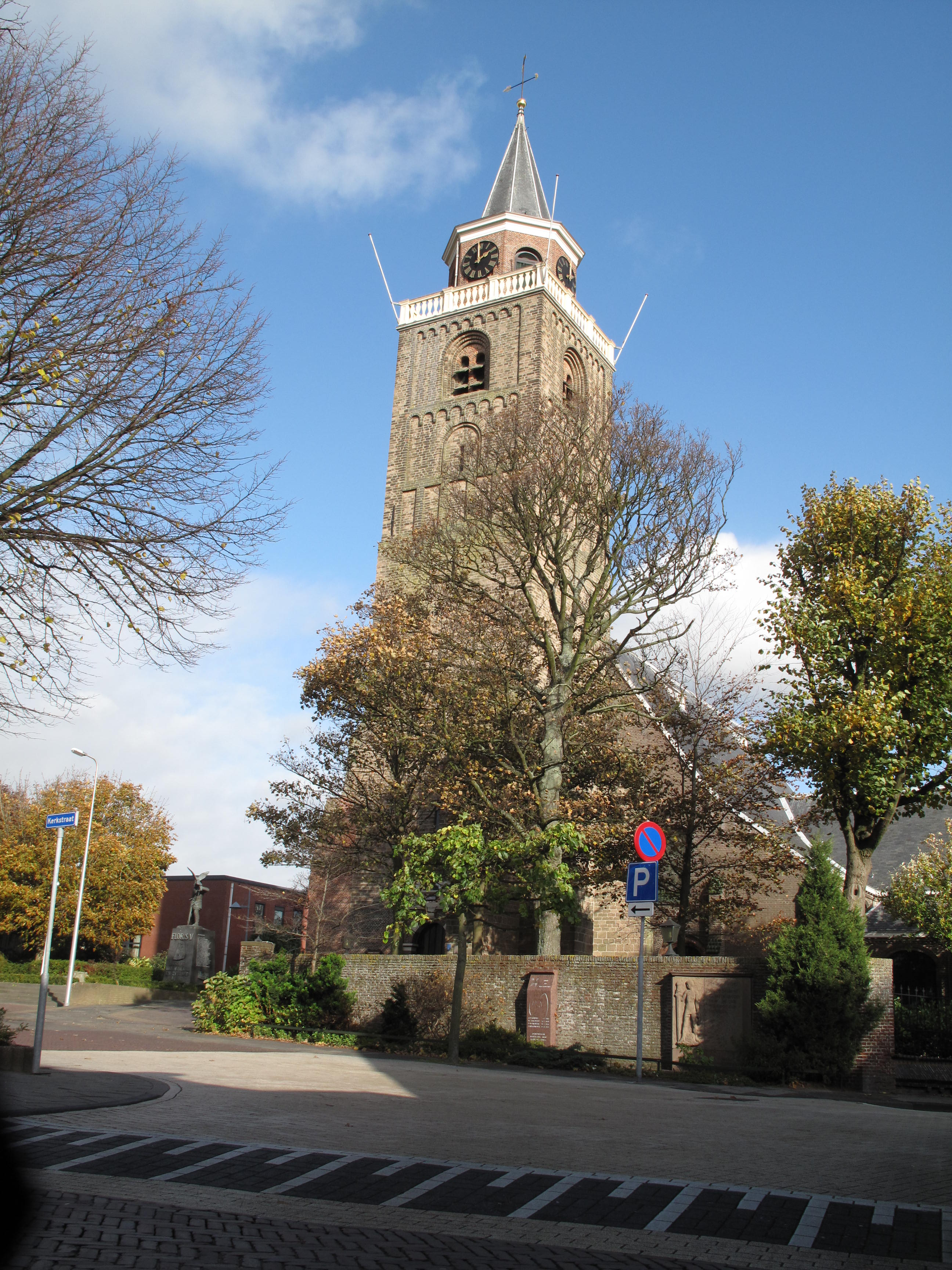
Міська церква